# 盛岡日産モーター
盛岡日産モーター株式会社（もりおかにっさんモーター）は、岩手県盛岡市に本社を置く日産自動車の販売会社である。

## 沿革
- 1959年3月 - 「盛岡日産モーター株式会社」設立。
- 2017年7月 - 本店の店舗を盛岡市南仙北から紫波郡矢巾町へ移転（登記上の本店は旧本店の店舗が所在した盛岡市南仙北のまま）。
- 2018年11月 - 紫波郡矢巾町に本社があるやまびこ自動車株式会社を吸収合併[2]。
- 2021年8月 - 本社を盛岡市津志田町から盛岡市南仙北へ移転。

## 拠点
- 本店
紫波郡矢巾町高田第14地割6-2
- 本社仙北店
盛岡市南仙北二丁目24番5号
- 盛岡北店
盛岡市上堂四丁目1-12
- 宮古店
宮古市宮町四丁目2-19
- 大船渡店
大船渡市大船渡町下船渡11-13
- 花巻店
花巻市西宮野目13-73-1
- 北上店
北上市村崎野14-465
- 一関店
一関市山目字大槻90
- 水沢店
奥州市水沢佐倉河字十文字50

### 岩手県内の他の日産ディーラー
- 岩手日産自動車
- 日産プリンス岩手販売
- 日産チェリー岩手販売